# Glee: The Music, The Graduation Album
Glee: The Music, The Graduation Album es la decimosegunda banda sonora del elenco de la serie de televisión estadounidense Glee. Fue lanzado por Columbia Records el 15 de mayo de 2012. El álbum cuenta con ocho canciones grabadas para la tercera final de la temporada, solo cinco de ellas fueron grabadas en el episodio.

## Lista de canciones
| N.º | Título                              | Escritor(es)                                                         | Artista original       | Duración |  |
| 1.  | «We Are Young»                      | Jack Antonoff, Jeff Bhasker, Andrew Dost, Nate Ruess                 | fun. con Janelle Monáe | 4:09     |  |
| 2.  | «The Edge of Glory»                 | Stefani Germanotta, Fernando Garibay, Paul Blair                     | Lady Gaga              | 4:22     |  |
| 3.  | «I Won't Give Up»                   | Jason Mraz, Michael Natter                                           | Jason Mraz             | 4:01     |  |
| 4.  | «We Are the Champions»              |                                                                      |                        | 3:12     |  |
| 5.  | «School's Out»                      | Alice Cooper, Michael Bruce, Glen Buxton, Dennis Dunaway, Neal Smith | Alice Cooper           | 3:22     |  |
| 6.  | «I Was Here»                        | Diane Warren                                                         | Beyoncé                | 3:58     |  |
| 7.  | «I'll Remember»                     | Madonna, Patrick Leonard, Richard Page                               | Madonna                | 4:13     |  |
| 8.  | «You Get What You Give»             | Gregg Alexander, Rick Nowels                                         | New Radicals           | 4:45     |  |
| 9.  | «Not the End»                       | Chuck Butler, Luke Brown                                             | The So Manys           | 3:29     |  |
| 10. | «Roots Before Branches»             | Adam Anders, Nikki Anders                                            | Room for Two           | 4:20     |  |
| 11. | «Glory Days»                        | Bruce Springsteen                                                    | Bruce Springsteen      | 3:32     |  |
| 12. | «Forever Young»                     | Rod Stewart                                                          | Rod Stewart            | 3:54     |  |
| 13. | «Good Riddance (Time of Your Life)» | Billie Joe Armstrong, Green Day                                      | Green Day              | 2:31     |  |

## Posicionamiento en lista
| Gráfica (2012)                     | Pico de posición |
| ---------------------------------- | ---------------- |
| Australia (ARIA)                   | 12               |
| Canadá (Billboard Canadian Albums) | 6                |
| Irlanda (IRMA)                     | 14               |
| Nueva Zelanda (Recorded Music NZ)  | 21               |
| Reino Unido (UK Albums Chart)      | 17               |
| Estados Unidos (Billboard 200)     | 8                |
| Estados Unidos (Soundtrack Albums) | 2                |